# لي جونغ هي
لي جونغ هي ((هانغل: 이정희; هانجا: 李正姬)) (مزدادة في 22 ديسمبر 1962) هي محامية وناشطة حقوقية ونسوية كورية جنوبية، وهي العضو رقم 18 في الجمعية الوطنية الكورية الجنوبية كما أنها كانت ضمن المرشحين خلال الانتخابات الرئاسية الكورية في 2012.

## حياتها

### السنوات الأولى
ولدت لي في 22 ديسمبر 1969 في العاصمة سيول، درست في مدرسة سومون للفتيات ثم في جامعة سيول الوطنية كما انخرطت في الحركة الطلابية في 1992 واهتمت منذ شبابها بقضايا وأنشطة حقوق الإنسان والنسوية.

### حياتها السياسية
في 2007 انضمت إلى حزب العمل الديمقراطي (الذي اندمج مع أحزاب أخرى ليصبح «حزب الوحدة والتقدم» في 2011)، وانتُخِبت كعضوة الجمعية الوطنية في 2008.
في 2008 أصبحت نائبة لرئيس حزب العمل الديمقراطي، ثم بعدها بسنة أصبحت رئيسة الحزب. وفي 2012 مثلت حزبها بعد الاندماج خلال الانتخابات الرئاسية الكورية.
في 19 ديسمبر 2014 قام حزب الوحدة والتقدم بالاستغناء عن لي، كما قام بشطب جميع أنشطها الحزبية. كما تم توقيف الحزب وحظره من المشهد السياسي الكوري على خلفية تصريحاتها خلال الانتخابات الرئاسية 2012 اللاذعة للحكومة الكورية واستعمال كلمة «الجزء الجنوبي» إشارة لكوريا الجنوبية وهي كلمة مستعملة كثيرا في كوريا الشمالية وتعتبر عنصرية ضد الشعب الكوري الجنوبي.

## كتبها
- حب وأغنية ومرض (2010)
- التطورات المستقبلية
- امرأة متعلمة